# 迪努·李帕蒂
迪努·康斯坦丁·李帕蒂（羅馬尼亞語：Dinu Constantin Lipatti，1917年3月19日—1950年12月2日），罗马尼亚古典钢琴家、作曲家。

## 生平
李帕蒂出生于布加勒斯特的一个音乐家庭：父亲是曾师从萨拉萨蒂和弗莱什的小提琴家，母亲是钢琴家。李帕蒂很小就开始弹奏钢琴，曾在自己的洗礼上弹奏莫扎特的小步舞曲，其教父是小提琴家、作曲家埃内斯库。
李帕蒂曾随罗马尼亚音乐家米哈伊尔·乔拉学习三年钢琴和作曲，后入读布加勒斯特音乐学院，师从弗洛里卡·穆西切斯库。1930年6月，布加勒斯特音乐学院的学生们在当地歌剧院演出，年仅13岁的李帕蒂演奏的格里格钢琴协奏曲令观众叫好不已。1932年，李帕蒂所写的钢琴小奏鸣曲、小提琴钢琴小奏鸣曲、以及交响组曲《吉普赛人》（Les Tziganes）都先后获奖。
1933年，李帕蒂在维也纳国际钢琴比赛中不敌波兰钢琴家波列斯瓦夫·科恩，屈居第二，评委之一的阿尔弗雷德·科尔托对赛果十分不平，辞任以示抗议。李帕蒂随后进入巴黎高等音乐师范学院，师从科尔托、依凤·蕾菲布学习钢琴，随布朗热、杜卡斯、斯特拉文斯基学习作曲，以及随查理·明希学习指挥。
李帕蒂的职业生涯因二战而中断，1943年携未婚妻玛德莲·坎塔库泽内（Madeleine Cantacuzene）离开罗马尼亚，在艾德温·费雪的协助下移居瑞士日内瓦，成为日内瓦音乐学院的教授。不幸的是，李帕蒂逐渐有了患病迹象，1947年被确诊为霍奇金氏病。 
李帕蒂1948年与妻子完婚，但之后健康状况持续恶化，二战后的公开演出大幅减少。1947至1950年间，李帕蒂尝试注射可的松以帮助恢复精力，制作了职业生涯中主要的一批钢琴录音。

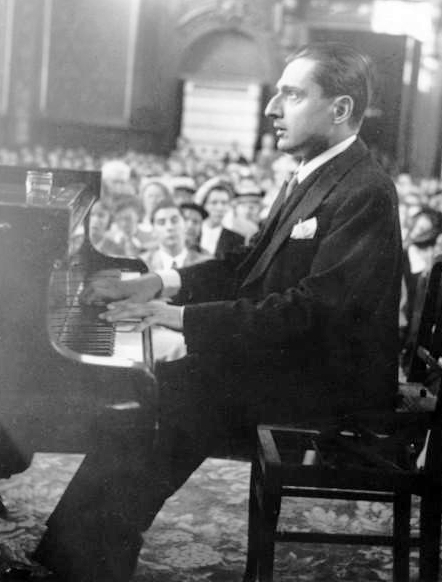
李帕蒂的最后一场音乐会（法国贝桑松市，1950年9月16日）

1950年9月16日，李帕蒂在法国贝桑松音乐节上最后一次登台演出，尽管身患重病且高烧，他仍精湛地演绎了巴赫、莫扎特、舒伯特等人的作品，演奏肖邦14首华尔兹的最后一首时，李帕蒂精疲力尽，改弹了自己十三年前职业生涯首演中演奏的《耶稣，世人仰望的喜悦》。不到三个月后，李帕蒂因肺部脓疡逝世于日内瓦，年仅33岁，安葬于谢讷堡。

## 獲獎與榮譽
- 1997年，李帕蒂因在古典音乐演奏和作曲方面的成就被追认为罗马尼亚研究院（羅馬尼亞語：Academia Română）成员[6]。

## 评价
李帕蒂因纯净的音乐诠释以及杰出的钢琴技巧广受称赞，尤其擅长肖邦、莫扎特、巴赫等人的作品，他也录制了一些拉威尔、李斯特、埃内斯库、舒曼、格里格的作品。音乐评论家哈罗德·C·勋伯格曾评价：“李帕蒂，键盘上的大师。”

## 作品節選

### 作曲
在钢琴演奏之外，李帕蒂还写有一些带有法国和罗马尼亚风格的新古典主义音乐作品，包括交响组曲《吉普赛人》（Les Tziganes）、钢琴小协奏曲、双钢琴交响协奏曲、《罗马尼亚舞曲》（Danses roumaines）、小提琴钢琴小奏鸣曲、管风琴钢琴协奏曲、木管四重奏、左手钢琴小奏鸣曲、钢琴夜曲等等。

### 商業錄音
- (CD). 20世紀偉大鋼琴家（英语：Great Pianists of the 20th Century） 65. Philips Classics. 456 892-2.